# 定年
| 男性                                                        | 男性         | 男性     | 女性             | 女性         | 女性     |
|                                                             | 平均有効年齢 | 通常年齢 |                  | 平均有効年齢 | 通常年齢 |
| ----------------------------------------------------------- | ------------ | -------- | ---------------- | ------------ | -------- |
| 韓国                                                        | 72.3         | 61.0     | 韓国             | 72.3         | 61.0     |
| メキシコ                                                    | 71.3         | 65.0     | 日本             | 69.1         | 64.0     |
| 日本                                                        | 70.8         | 65.0     | チリ             | 66.7         | 65.0     |
| チリ                                                        | 70.0         | 65.0     | アメリカ         | 66.5         | 66.0     |
| ニュージーランド                                            | 69.8         | 65.0     | メキシコ         | 66.5         | 65.0     |
| イスラエル                                                  | 69.4         | 67.0     | ニュージーランド | 66.4         | 65.0     |
| ポルトガル                                                  | 68.5         | 65.2     | イスラエル       | 66.0         | 62.0     |
| アイスランド                                                | 68.1         | 67.0     | アイスランド     | 65.9         | 67.0     |
| アメリカ                                                    | 67.9         | 66.0     | エストニア       | 65.7         | 63.3     |
| スウェーデン                                                | 66.4         | 65.0     | ポルトガル       | 65.4         | 65.2     |
| スイス                                                      | 66.4         | 65.0     | スウェーデン     | 65.4         | 65.0     |
| トルコ                                                      | 66.3         | 51.0     | スイス           | 65.0         | 64.0     |
| ノルウェー                                                  | 66.1         | 67.0     | トルコ           | 64.9         | 48.0     |
| ラトビア                                                    | 65.7         | 62.8     | ラトビア         | 64.7         | 62.8     |
| アイルランド                                                | 65.6         | 66.0     | オーストラリア   | 64.3         | 65.0     |
| エストニア                                                  | 65.5         | 63.3     | アイルランド     | 64.1         | 66.0     |
| カナダ                                                      | 65.5         | 65.0     | ノルウェー       | 64.1         | 67.0     |
| オーストラリア                                              | 65.3         | 65.0     | カナダ           | 64.0         | 65.0     |
| オランダ                                                    | 65.2         | 65.8     | ドイツ           | 63.6         | 65.5     |
| デンマーク                                                  | 65.1         | 65.0     | イギリス         | 63.6         | 62.7     |
| イギリス                                                    | 64.7         | 65.0     | フィンランド     | 63.4         | 65.0     |
| リトアニア                                                  | 64.3         | 63.6     | リトアニア       | 63.0         | 61.9     |
| フィンランド                                                | 64.3         | 65.0     | オランダ         | 62.5         | 65.8     |
| ドイツ                                                      | 64.0         | 65.5     | デンマーク       | 62.5         | 65.0     |
| オーストリー                                                | 63.5         | 65.0     | イタリア         | 61.5         | 66.6     |
| ハンガリー                                                  | 63.4         | 63.5     | チェコ           | 61.3         | 62.7     |
| イタリア                                                    | 63.3         | 67.0     | ルクセンブルク   | 61.3         | 62.0     |
| チェコ                                                      | 63.2         | 63.2     | スペイン         | 61.3         | 65.0     |
| スロベニア                                                  | 63.1         | 62.0     | オーストリー     | 60.8         | 60.0     |
| ポーランド                                                  | 62.8         | 65.0     | フランス         | 60.8         | 63.3     |
| スペイン                                                    | 62.1         | 65.0     | ポルトガル       | 60.6         | 60.0     |
| ギリシャ                                                    | 61.7         | 62.0     | ベルギー         | 60.5         | 65.0     |
| ベルギー                                                    | 61.6         | 65.0     | スロベニア       | 60.1         | 61.7     |
| スロバキア                                                  | 61.1         | 62.2     | ギリシャ         | 60.0         | 62.0     |
| フランス                                                    | 60.8         | 63.3     | ハンガリー       | 60.0         | 62.0     |
| ルクセンブルク                                              | 60.5         | 62.0     | スロバキア       | 59.9         | 62.2     |
| OECD平均                                                    | 65.4         | 64.2     | OECD平均         | 63.7         | 63.5     |
| ※通常年齢とは、年金支給で減額を受けないリタイア年齢のこと。 |              |          |                  |              |          |

定年（ていねん）とは、ある一定の年齢に達したら必ずこの行為をする（もしくはされる）と規則等で定められている場合のその年齢のことである。
ふつう、単に「定年」と言った場合は、特に、企業や公務に勤める正規雇用者で、仕事を退職・退官する場合の定年のことを指す。「停年」とも書く。
そうした仕組みによって雇用関係が終了し、退職・退官することを「定年退職」という。また、労働者が一定の年齢（定年年齢）に達すると自動的に雇用関係が終了する制度を「定年制」という。
定年制の導入状況は国ごと異なる。日本では官公庁でも企業でも採用されているが、アメリカ合衆国やイギリス、オーストラリアでは一般的ではない。アメリカ合衆国やヨーロッパの多くの国で定年制が存在しない理由は、法律で年齢による差別が禁止されているからである。
また同一国内であっても職種や法人によっても異なる。いったん定年になっても、継続雇用や再雇用される場合もある。定年後の期間は老後と表現され、労働収入よりは年金収入と貯蓄の取り崩しに頼った生活となる。

労働条件通知書

企業が定年制を導入するには、定年に関する事項を就業規則に明記し（労働基準法第89条でいう「退職に関する事項」に含まれる）、かつその就業規則を労働者に周知させておかなければならない（労働基準法第106条）。日本の企業の正社員と公務員は、その大部分が定年制を導入している。一方で定年を定めないことも可能である。
職種別に異なる定年年齢を設けることは、特に過酷な業務に従事する労働者を使用する企業において行われる。高年齢雇用安定法の例外として、「鉱業法第4条に規定する事業における坑内作業の業務」については、60歳未満の定年年齢を定めることが許容される（高年齢者雇用安定法施行規則第4条の2）。職種別定年を採用する場合でも、負担の少ない業務への配置転換や継続雇用の導入などの配慮は行わなければならない。
男女雇用機会均等法の施行以前は男女別に異なる定年年齢を設けている企業も少なくなかった（なかには結婚退職を前提として、女性の定年を男性に比べて極端に低く設定していたケースもあった）が、最高裁判所は1981年の日産自動車事件において明確に男女別定年を否定し、その後の均等法の施行により現在では明文で男女別定年を禁止している。

## 日本における歴史

2016年時点における日本の人口統計

第二次世界大戦以前の日本では、1936年に三井合名の筆頭常務理事であった池田成彬が定年を導入。筆頭常務理事、参与理事は満65歳、常務理事及び理事は60歳を定年とし、三井合名の関係企業である銀行、物産、鉱山、東神倉庫、信託、生命の6社幹部にも同様に適用されることとなった。なお、使用人の定年は満55歳とされた。
戦後、1959年、第2次岸改造内閣によって国民年金法成立し、国民年金が導入された。1950年に男58歳、女61.5歳であった日本人の平均寿命は、1960年に男65.32歳、女70.19歳、1970年に男69.31歳、女74.66歳、1980年に男73.35歳、女78.76歳と格段に伸びていたが、多くの企業において55歳が定年退職であった。
1968年時点において、公立小学校校長の定年勧奨年齢は都道府県ごとにまちまちであったが、もっとも条件が厳しいとされた山梨県の場合56歳であった。このため山梨県の小中学校長組合では定年勧奨の1年延長を求めてビラ配りなどが行われたことがある。なお、公務員の定年はその後引き上げられたが、若年定年制及び任期制を導入している自衛隊では、2025年においても将補より下の階級については50歳代となっている。
1969年7月1日、女性に30歳定年制を採用していた会社を、解雇された女性パートタイマーが訴えていた裁判で、東京地方裁判所は「女子の若年定年制は男女を不当に差別するもので、公序良俗に反することから無効」という判決を出した
1986年の高年齢者等の雇用の安定等に関する法律の改正で60歳定年が企業への努力義務に、1994年の改正で60歳未満定年制が禁止（1998年施行）されたことで60歳が日本の標準的な定年になった。2000年に企業に対して、65歳までの雇用確保措置を努力義務化された。2004年に企業に対して、65歳までの雇用確保措置の段階的義務化（2006年施行）、2012年には企業に対して、希望する労働者全員を65歳まで継続雇用することが義務化がされた（2013年施行）。
2012年7月には、定年を40歳にして雇用の流動化を促そうという日本国政府の提案が発表された。ただし、これは「何歳でもその適性に応じて雇用が確保され、健康状態に応じて70歳を超えても活躍の場が与えられる」ことが前提条件であり、40歳以上での再就職が極めて困難な現在の日本の社会において、そのような前提条件を成立・実現させる方法について、政府は何の具体案も出していなかった。そのため、この提案は「転職を支援する制度面の整備が進まなければ安易なリストラの助長に終わる懸念もある」などとする批判が強く、現在の日本の社会では実現の可能性は低いと考えられ、事実2012年末の政権交代で雲散霧消した。

日本における労働力人口と、その将来予想。青は実績データ。
オレンジは現状維持モデル。緑は男女の賃金差解消、赤は定年延長、紫は男女の賃金差と定年延長の両方を行った場合。

労働力人口減少を背景として、2012年8月29日には、60歳などで定年を迎えた社員のうち、希望者全員の65歳までの継続雇用制度の導入を企業に義務付ける改正高年齢者雇用安定法が成立。2013年4月から施行される。2012年には日本人の平均寿命は男性が過去最高の79.94歳、女性が86.41歳にまで伸びていた。
この改正案について、当時は企業内の労働者の利益を代表する労働組合が「希望者全員の雇用」を求めたのに対し、経済界は「他の社員の給与を減らすか、若年層の採用を減らすかという選択を迫られかねない」として、反発を強めていた。定年者の再雇用拡大に伴って、非正規社員の削減を検討している企業は3割に上る。しかし、政権交代後のアベノミクスで少し景気が上向くと、即座に労働供給の壁に突き当たって売り手市場の人手不足の状態に変化した以降は有効求人倍率がバブル経済期を上回った。そのため中小企業だけでなく大企業でも人手不足感が高まって、定年後の再雇用への年齢上限を撤廃する動き強まった。2017年には社員の「生涯現役」を求めて活躍するシニア社員が新聞に取り上げられるようになるなど、人手不足の企業と働き続けたい労働者の利害の一致により定年年齢を労働者が決めることが見受けられるようなった。

## 継続雇用制度への移行
高年齢者雇用安定法では、企業が定年を定める場合、60歳を下回る事が出来ないとされている（高年齢者雇用安定法第8条）。年金（厚生年金）の受給年齢が65歳に引き上げられることもあって、会社（使用者）は対応を迫られている。
改正高年齢者雇用安定法（下記については、2006年4月1日施行）によると、事業主は65歳までの安定した雇用を確保するために、下記のいずれかの措置を講じなくてはならない（高年齢者雇用安定法第9条）。なお、それ以前（2000年の改正）は、65歳までの継続した雇用を促す努力義務規定であった。
1. 継続雇用制度の導入（法改正により、2013年4月1日からは継続雇用制度の対象者を労使協定によって限定することはできなくなる。なお2013年3月31日までに労使協定を定めた場合は、2025年3月31日まで経過措置として、対象年齢を順次切り上げ認められる）
2. 定年年齢の65歳への引上げ
3. 定年制の廃止

東京都労働局の『平成24年度高齢者の継続雇用に関する実態調査』では、高年齢者雇用確保措置については、「継続雇用の導入」を実施している事業所が86.1%と圧倒的に多く、「定年の引き上げ」は9.1%、「定年の定めの廃止」は2.4%となっている。またいずれの措置も実施していない事業所は5.9%であった。
なお、定年退職者を継続雇用することについても就業規則に定めることが必要である。継続雇用とは、現に雇用している高年齢者が希望する時は、当該高年齢者を定年後も引き続いて雇用する制度のことである。法改正により継続雇用の対象者を限定することはできなくなったため、希望者全員を対象とするものにしなければならず、事業主が制度を運用する上で、労働者の意思を十分に確認することが必要である。

## 定年日
法律上は定年年齢に達した誕生日の前日から定年退職とする事が可能だが、定年年齢のいつの時点で定年退職とするのかは、会社により異なる。主な方法は下記の通り。

### 誕生日とする場合
定年年齢に達した誕生日に定年退職とする方法。誕生日の月末付けなどの場合もある。入社（採用）を4月（新卒時）に一括して行っている（中途採用を一切実施していないと想定）企業でこの方法を取ると、同期・同年齢の入社でも誕生日によって就業期間に最大で1年近くの差が出てしまう（3月・4月1日生まれの者は、4月（2日以降）生まれの者と比べて1年近く長く就業できるため）。また、4月の時点で欠員がゼロになるように採用した場合、次の4月まで新規採用をしないとすれば、その間に定年に達した者が少しずつ辞めていき、3月の時点では最も欠員が多くなる。これに準じた方式として、誕生月の月末、または月給計算締日を退職日とする企業も多い。
この方式では、就業期間が最大1年近くの差があるので、同期入社・同年齢で、役職・待遇が全く同じであったとしても、生涯賃金・退職金の額が異なってくる。特に3月および4月1日生まれの者は、4月2日以降生まれの者と比べて1年近く長く勤めることができるため、その分、生涯賃金・退職金の金額も増えることになる。
大相撲の年寄・行司・呼出・床山の停年（日本相撲協会では定年を「停年」と表記する）はこの方式を採っており、たとえ本場所の最中であっても65歳の誕生日を迎えると同時に停年となり退職しなければならない。特に部屋持ち親方の場合は65歳の誕生日を迎える前に後継者を決め、部屋の継承届を出す必要がある（親方がいない部屋の力士は本場所に出場できないという相撲協会の規定があるため）。部屋の事情によっては、現役力士が親方の65歳の誕生日の前日をもって引退し、部屋を継承する場合もある（現在の相撲協会では、現役力士が親方の職に就く二枚鑑札は認められていないため）。なお、親方の補充は本場所の時期を中心に現役力士が引退・年寄襲名することでなされるため、前記一般企業の例のように欠員が多くなることはない。

### 年度ごとに揃える場合
例えば、「退職日は60歳の誕生日以降の最初の3月31日（4月1日で60歳になった人は、その翌年の3月31日（60歳）で定年退職）」などというように企業の規定で決めてしまう。こうすることにより、次の一括採用日までに欠員が段々増えていく状態を回避できる。この方式は、公務員（非任期制自衛官を除く）や、4月に新卒者を一斉採用することを前提として人員を管理する企業（例えば鉄道会社など）でよく採用されている。このような企業や役所では、採用日の前に何らかの事情で欠員が出た場合には非番者が時間外労働（休日出勤）で対応する。

## 定年者の意向
電通が2006年に行った調査では、男性の77%が定年後も組織で働くことを望み（75%は定年前に働いていた企業を希望）、働くことを希望した者のうち、フルタイム希望者が47%、パート・アルバイト希望者が40%となっている。
※調査対象は1947年、1948年生まれ。出典は『2007年団塊世代退職市場攻略に向けた調査レポート「退職後のリアル・ライフ II」』

## 役職定年
役職定年とは、通常の定年とは別に一定の年齢に達すると役職がつかなくなり、平社員等になる制度のこと。制度として明記しているのは民間会社の一部にとどまるが、配置転換などを含めた実質的な役職定年は公務員も含めて広く採用されていると考えられる。例えば地方公務員であれば公社社員等に、中央省庁勤務なら財務省課長などの重要省庁幹部から外郭団体へ天下るなどがある。一般的に50代前半〜半ばに設定されており、50代後半の平均年収が50代前半の平均年収より低くなっている原因の一つであると考えられる。また、公社が一般企業に比べて幹部の割合が多いのも、表面上の階級を下げずに部下のいない仕事に配置転換するために理事・参事格で入社させることが多いことも影響していると考えられる。なお、理事・参事格といっても、実質的な権限が上位機関（市区町村であれば都道府県、都道府県であれば中央省庁、中央省庁であれば高官など）にあり部下がほとんどいないために実質的な平社員となる。
なお、役職定年を迎えたとしても、これまで長年の実績・経験があるため、定年後の継続雇用と同様に、通常の平社員等とは職務内容や待遇が違うことも多い。2004年の労務行政研究所の調査では約4割の企業が導入している事が判明した。
なお、社長や取締役について定年制を設ける企業も存在する。この場合、一般社員の定年より高くなるのが普通である。

## 日本の各業種における定年

### プロスポーツ選手
野球やサッカーなどプロスポーツの世界では、体力の関係上、40歳定年説が言われることが多い。具体的に定年が定められているわけではないものの、（現役選手としては）新世代の選手に体力的に敵わず、体力的に現役続行が可能でも、その選手が特別能力が秀でている場合や、キャプテンに任命されていたり、されていなくともチームのまとめ役として期待されている場合等を除いては、チームとして世代交代を推進するなどのために40歳になれば通常は引退せざるを得ないのが通常である。ただし40歳を超えて現役を続けた選手も少なからずいる。こういった選手達は特に2000年代以降は、レジェンドや生ける伝説等と呼ばれるようになり、以前よりも好意的に扱われるようになっている。

#### 団体球技
日本のプロ野球選手の現役最年長記録は山本昌の50歳（2015年引退）、米国MLB選手の現役最年長記録はサチェル・ペイジの59歳（1965年引退）で、日本のBリーグ選手の現役最年長記録は折茂武彦の49歳（2020年引退）、米国NBA選手の現役最年長記録はナット・ヒッキーの45歳で1948年に1試合のみ出場、複数試合出場であればケビン・ウィリスの44歳（2007年引退）。日米ともに2021年現在でも40歳を超えるプロ野球選手及びプロバスケットボール選手もいる。日本のJリーグ選手の現役最年長記録は三浦知良の54歳（現役自体は下部リーグのJFL、ポルトガルリーグ2部で2024年現在も継続）で、2025年現在も川島永嗣らがそれぞれ40歳を過ぎても現役を続けている。サッカー界における現役最年長公式戦出場記録はイスラエルのイサク・ハイクの73歳。

#### ゴルフ
プロゴルフにおいては明確に定められているわけではないものの、男子は概ね50歳、女子は概ね45歳をそれぞれ過ぎると体力や精神面の衰え等から、基本的には「シニア」と呼ばれるカテゴリーにおけるツアー（PGAシニアツアー、チャンピオンズツアー、レジェンズツアーなど）を転戦することになるが、シニアの年齢を過ぎてもシード権獲得など条件を満たせばレギュラーツアーに参戦を続けることが可能である。そのため、シニアと並行してレギュラーにも参戦する選手もいれば、尾崎将司のようにシニア入りを拒否してレギュラーに拘り続ける選手も存在する。2021年現在、PGAツアー最年長出場記録はジェリー・バーバーの77歳、日本プロゴルフツアー最年長出場記録は青木功の74歳、JLPGAツアーの最年長記録は森口祐子の58歳。

#### 大相撲
大相撲では、現役力士の定年はないが、大部分の力士は30代になると次第に体力が衰えて番付が下がり、引退を迫られるのが普通で、力士生命に関わるような重い病気や負傷などを理由に20代で引退してしまう者も多く、40歳以上で現役を続けられる者はほとんどいない（十両と幕下の待遇差が大きいため、三役まで昇進できなかった力士は、幕下以下でなら現役継続が可能でも十両陥落を機に引退することが多い、また、大関や関脇などの上位に最高位が到達した力士は、かつては幕内陥落を機に引退する力士も数多かったが、2010年代以降は幕下に陥落しても現役続行する力士も出てきている）。その中でも数少ない例外である旭天鵬勝は、2014年9月13日に現役の幕内力士として40歳の誕生日を迎え、翌年の7月27日まで現役を続けていたが、40歳以上の幕内力士の登場は名寄岩静男以来60年ぶりであり、大相撲が年6場所制になった1958年以降では史上初であった。また、安美錦竜児も2018年10月3日に現役の十両力士として40歳の誕生日を迎え、翌年の7月16日まで現役を続けていた。なお、幕下以下の力士では華吹大作が2021年5月28日に51歳の誕生日を迎え、翌年の1月場所まで現役を続けていた。幕下以下の現役力士としては翔傑喜昭。
引退した大相撲の力士はほとんどが角界を去って別の職業に就くことになるが、所定の要件を満たした力士の中で希望する者は、親方や若者頭・世話人として日本相撲協会に残ることができる。その場合の定年（日本相撲協会の表記では「停年」）は65歳であるが、この定年制度が1960年代初期に導入された当時は、親方だけが65歳停年で、行司・呼び出し・床山の停年は60歳と定められていた。しかし、やがて親方以外の役職も徐々に停年が延長され、現在は全て65歳にそろえられている。この他、大相撲では、一ノ矢充（46歳11か月まで現役）などのように、幕下以下で40歳を過ぎてもマネージャー兼業のような形で現役を継続する例もいくつかある（40歳以上まで現役を続けた力士一覧を参照）。また、2014年から親方の65歳以降の継続雇用制度も導入され、希望者は70歳までの継続雇用が認められることになっている。

#### プロボクシング
日本のプロボクシングでは、安全管理上の理由から、1980年代から2023年までの日本においては、原則として37歳になるとライセンスが失効していた。2023年7月19日のJBC理事会において、35歳以上のライセンス更新あるいは再交付に当たり（2003年以降タイトル経験者や現役ランカーが特例を適用する条件となっていた）特別診断をパスすることを条件に年齢上限が撤廃された。2024年には37歳定年制で一度は国内引退をした恵良敏彦が49歳でライセンス再取得を果たした。
アメリカのプロボクシング界には日本のような定年制はないが、一部37歳以上の選手に対して体力測定を含めたメディカルチェックが規定されている州が存在する。ちなみに、公式記録として残る最高齢試合出場記録はソウル・マンビーの60歳。

#### プロレス
プロレスはプロボクシングと違って定年制は一切なく、50代、60代になっても体力に自信があれば現役を継続する選手も珍しくない。もっとも、高齢の選手の場合、若手選手との試合は体力的に難しく、同年代の選手同士の試合がメインになる場合が多い。2021年現在における現役最年長の日本人プロレスラーは、1942年生まれのグレート小鹿である。日本人以外では、小鹿と同じく1942年生まれのミル・マスカラスが現役のレスラーを続けている。また、1941年生まれのドリー・ファンク・ジュニアは2008年に現役引退を表明したが、実際にはその後も非公式ながら試合に出場し続けている。
全日本女子プロレスにはかつて「25歳定年制」が設けられていたが、他団体との対抗戦中に25歳を迎えたブル中野に特例を認めたことがきっかけで廃止された。ちなみに、アメリカのメイ・ヤングは現役のプロレスラーとして87歳まで試合に出場しており、90歳で死去するまで引退を表明することはなかった。

#### 競馬
競馬の騎手には定年制は存在しないが、年齢を重ねて体力が衰えれば騎乗数・勝利数・入着率が低下し、最終的に引退を余儀なくされるのが通常である。2025年3月現在、中央競馬では1966年生まれの柴田善臣が現役の騎手を続け最年長記録を更新中である一方、地方競馬では的場文男の68歳が最高齢記録となっている。
引退した騎手には調教師や調教助手、厩務員など競馬に関係する職業に就く者もいるが、所定の試験あるいは課程を経る必要がある。中央競馬では1989年より調教師の「70歳定年制」が導入された（ただし当時は70歳を超える調教師が多数だったため10年間の経過措置を設け2000年から完全運用）。そのため、過去に内藤繁春が調教師として定年間近の69歳で騎手免許試験を受験して話題になった（ただし試験には合格できなかった）。厩務員の定年は65歳と定められている。地方競馬の調教師、厩務員については、所属場により定年制の有無及びその年齢が異なっている。

### 将棋界・囲碁界
将棋棋士では、順位戦に出場できる実力を維持していれば何歳まで現役を続けてもよいが（将棋界における順位戦の最年長出場記録は加藤一二三の77歳）、順位戦から陥落した者はフリークラスに編入され、この場合は60歳を迎えた年度までに順位戦に復帰できなければ引退となる。また、「フリークラス宣言」として自らフリークラスに転出することもできるが、この場合は65歳を迎えた年度についた対局をすべて消化した時点で引退となる。
将棋では棋士と別制度である女流棋士については、65歳を迎えた年度で引退となる。ただし、65歳を迎えた時点で降級点を持たず、その後も降級点を取らない実績を出し続ける限りは現役を続けることができる。女流棋士の最高齢出場記録は蛸島彰子の71歳である。
一方、順位戦がない囲碁界には定年制は全く存在せず、本人が死去または自ら引退するまで現役棋士の地位を保証される。中でも当時史上最高齢の囲碁棋士として知られた杉内雅男は、2017年に97歳で死去するまで引退することなく現役の棋士として活躍を続けていた。また、彼の妻で1927年生まれの杉内寿子も現役最高齢の女性棋士として活躍中であり、2024年には夫の作った最高齢出場記録を更新している。

### プログラマ
1980年代までは、35歳を過ぎたプログラマ（IT業界での略称はPG）は過酷な労働条件や次々登場する新しい技術に対応できなくなるという認識があり、「35歳定年説」がよく取り沙汰されていた。現在はそのような風潮は過去のものとなり、経験豊かなプログラマにも一定の需要がある。40歳、50歳を超えても第一線で活躍するプログラマも少なくはないが、年功序列で昇給が続く給与との関係で、高齢のプログラマにはより単価の高い営業やマネジメント部門への転向を勧める企業もある。

### 公務員
特定の国家公務員については法律で定年が明記されている。国会職員については国会職員法第15条の2によって定年が存在する。その他の国家公務員には国家公務員法第81条の2から第81条の6の規定や人事院規則11―8により定年が存在する。地方公務員にもこれに準じた定年が存在する。
- 最高裁判所裁判官と簡易裁判所裁判官 - 70歳（裁判所法第50条）
- 高等裁判所と地方裁判所と家庭裁判所の裁判官 - 65歳
- 検事総長 - 65歳（検察庁法第22条）
- その他の検察官 - 63歳
- 公正取引委員会委員長及び公正取引委員会委員 - 70歳（私的独占の禁止及び公正取引の確保に関する法律第30条）
- 検査官 - 65歳（会計検査院法第5条）

### 自衛官
軍人（日本での自衛官）などでは、勤務の苛酷さなどから定年が50歳代など若めに設定されている。
定年制が現在ほど普及していなかった大日本帝国時代でも、帝国陸海軍においては事実上の定年制が存在していた。例えば、陸海軍の大将は65歳、中将は62歳、少将は60歳、大佐は56歳、中佐は54歳、少佐は52歳、大尉は50歳、中尉と少尉は47歳が定年であった。ただし、元帥号を授与された大将は事実上前線に出ることのない名誉職であり、終身制であった（たとえば、元帥号を授与された東郷平八郎は86歳で死去するまで現役の海軍大将であった）。また、実際に大尉を50歳まで務めることはほとんどなく、下級将校の場合は定年前に予備役にされるか昇進するのが普通であった。
現在の自衛隊において自衛官は自衛隊法施行令により定年が定められているが、1等陸・海・空佐（一）以上の俸給を受ける者においては早期退職募集制度の適用を受ける場合がある。

### アナウンサー
NHKのアナウンサーは概ね60歳までであるが、エグゼクティブアナウンサーや解説員などの役職（管理職）に就いた場合は「役員定年」として57歳で定年が認められる。その後多くは嘱託契約職員としてNHK本体に残ったり、日本語センターに転籍する形でアナウンス業務をする場合がある。
日本のキー局における女性アナウンサーなどでは局アナとしては30歳定年説と言われることがある。フジテレビでは1969年まで女子社員は25歳定年であり、それ以上は臨時職員としての雇用だった。2015年に益田由美が同局女性アナウンサーとして初めて60歳定年を迎えた。

### 宝塚歌劇団
60歳定年制（導入当初は57歳）であるが、生徒は未婚でなければならないため、定年前であっても結婚した者は歌劇団を引退しなければならない。

### 議員
自由民主党は2000年、野中広務自民党幹事長によって衆議院比例区候補は73歳、参議院は70歳の定年制を設け、任期満了に伴い引退する議員もいたが、特例で公認された議員も多数いるため、制度は形骸化している。これにより原健三郎（当時93歳）、櫻内義雄（当時88歳）両元衆議院議長などが引退に追い込まれた。その際、終身比例名簿1位であった首相経験者の中曽根康弘と宮澤喜一は80歳を超えているものの「例外」とされたが、2003年の衆院選の際に、総裁であった小泉純一郎が定年制を厳格に適用させ、引退させた（中曽根には比例区転出にあたって当時の橋本龍太郎自民党総裁から終身1位を保証された経緯があり、この件について「政治的テロ」だと述べ、小泉を非難した）。ただし、2005年の衆院選では74歳の仲村正治を沖縄選挙区における公明党との選挙区調整のために「特例」として、比例名簿に登載させたことがある。2017年の衆院選では小選挙区の定数削減により、比例近畿ブロックで奥野信亮（当時73歳）、比例九州ブロックで園田博之（当時75歳）が比例単独1位で比例名簿に登載させたことがある。2019年の参院選では、任期満了時で70歳以上の9人のうちの7人が特例で公認された（カッコ内は任期満了時の年齢：山東昭子（77歳）、柘植芳文（73歳）、山田俊男（72歳）、羽生田俊（71歳）、佐藤信秋（71歳）、衛藤晟一（71歳）、木村義雄（71歳））。2021年の衆院選では、比例近畿ブロックで奥野信亮（当時77歳）、比例九州ブロックで今村雅弘（当時74歳）が比例単独1位で比例名簿に登載させたことがある。
公明党にも定年制があり、「議員在任中に69歳をこえる選挙には公認しない」と規定している。ただし、藤井富雄（引退時81歳）や坂口力（引退時78歳）や池坊保子（引退時70歳）や太田昭宏（引退時76歳）や井上義久（引退時74歳）のように特例として公認される場合もある。

### 大学教員
大学の教員は各法人の就業規則等で定年を規定しており、一般的には国立大学法人の教員定年は60歳〜65歳程度が多い。また私立大学を持つ学校法人は65歳〜70歳程度を定年としている。大学教員の場合、学部を卒業後、大学院に進学して博士課程を修了するのが最速でも27歳前後になる。社会に出る時期が学部卒業後に就職する者とは約5年間の差があることから、特に私立大学では社会一般の定年である60歳よりも3〜10年経た年齢を定年とすることが多い。国立大学法人においては定年が60歳〜65歳程度の法人が多いが、国立大学法人で定年となっても、研究上の業績や経験が優れている教員は私立大学に再雇用されることが多いため、定年は70歳頃まで延長となる。ただし、2000年代以降は3〜5年間の任期制教員として雇用する法人が多い。また、定年を迎えて雇用契約が終了しても、待遇は従来より低くなるが週に数コマ程度の授業を担当する非常勤教員として雇用を継続されることも多い。なお、欧米の大学には、特別に優れた業績があると認められた教授に対して生涯にわたり現役教授の地位を保証する終身教授の制度があり、日本にも名城大学のように欧米にならって終身教授の制度を設けている私立大学も一部には存在する。

### スポーツ審判員
サッカーの審判員はかつて定年制を採用されていた。現在は定年がないが、能力がなければ出場はできない。かつて国際審判員は45歳（2015年まで）、日本の1級審判員は50歳（2007年まで）であった。
プロ野球審判員の定年は58歳であるが、能力によっては65歳まで可能。
日本のアイスホッケーの審判員の定年は50歳である（年度末の3月31日まで）。
日本プロボクシング審判員の定年は70歳である（2007年より）。

## 世界の法的定年と実態

### 韓国
韓国では法律上の定年が60歳であるものの、1997年末のアジア通貨危機以降から2003年時点で「サオジョン」（45定（年）と同音異義語であると西遊記の沙悟浄をかけた語呂合わせ）、「オリュクト」（56歳まで働くと泥棒の意）と呼ばれている。2023年時点でも韓国統計庁によると「現実の定年」は平均49歳（男性は51.1歳、女性は47.8歳）で、最も長く働いた職場での平均勤続期間は僅か15年である。年金を受け取れている高齢層の割合は50.3％だけであり、更に月平均年金受給額は75万ウォン（約7万5000円）であった。

### アメリカ
アメリカ合衆国では、40歳以上の労働者に対する年齢を理由とした雇用関係、雇用条件、賃金、配置、役職などのあらゆる就職差別は連邦法によって禁じられている。一部の職種では例外的に認められているものもあるが、その多くは軍人や警察官など政府関係の現場職である。アメリカの民間企業では、年齢を理由とした解雇である定年退職や、年齢を理由とした賃金・役職・配置の降格である再雇用制度などはなく、労働者本人の希望による退職や能力的な理由による解雇でない限り生涯にわたって働き続けることができる。また年齢を基準とする求人差別を防ぐため、就職活動用の履歴書に応募者の年齢や生年月日の記入を求められることはなく、正式に採用が決まるまでは企業側が応募者に年齢や生年月日を尋ねることも法律で禁止されており、その目的も就労資格や税務上の確認に限られる。

### 中華人民共和国
中国共産党中央政治局には委員の68歳定年制があり、党大会時の年齢が基準となる。現在の中国政界で中国共産党の政治局常務委員でない者が国家の最高幹部になることはまずあり得ないので、実質的に最高指導者の定年制となっている（ただし、後に中国共産党総書記である習近平が68歳を迎えるにあたって引退しておらず、緩和されている）。1997年に定年制が導入される以前は、毛沢東、朱徳、葉剣英など、80代の政治局常務委員の例も珍しくなかった。
古代中国において官僚の定年は70歳であったことから、科挙における最初の試験「郷試」では70歳以上の受験者は合格点に達しなくとも合格扱いとし、名誉称号として「挙人」を与えていた。

### その他
ブータン国王は2008年に制定された憲法によって、65歳になった時点で退位することとなっている。
国際オリンピック委員会（IOC）の委員には、80歳の定年制がある。
ドイツでは1999年から医師の定年制が施行され、68歳になると保険医療を行うことはできなくなった。定年後の医師の生活を支える社会保障制度として「医師老齢年金制度」が整備された。